# عمر الطبطبائي
عمر عبد المحسن عبد الله سيد عبد المحسن الطبطبائي (1980 - )؛ نائب سابق في مجلس الأمة الكويتي.

## نبذة
عمر الطبطبائي نائب سابق في مجلس الأمة الكويتي، شارك في انتخابات مجلس الأمة الكويتي 2016 للمرة الأولى في الدائرة الثانية وحصل على المركز العاشر فيها برصيد 1,755 صوت.

## اللجان البرلمانية المشارك بها
- لجنة التعليم والثقافة والشؤون التوجيهية.
- لجنة حماية الأموال العامة

## أبرز مواقفه في مجلس الأمة
| استجواب الوزيرة هند الصبيح (يناير 2018)                  | ضد الاستجواب |
| استجواب الوزير بخيت الرشيدي (2018)                       | مع الاستجواب |
| استجواب الوزيرة هند الصبيح (مايو 2018)                   | ضد الاستجواب |
| استجواب الوزير خالد الروضان (2019)                       | ضد الاستجواب |
| استجواب الوزير محمد الجبري (2019)                        | مع الاستجواب |
| استجواب الوزير نايف الحجرف (2019)                        | ضد الاستجواب |
| استجواب الوزير براك الشيتان (2020)                       | مع الاستجواب |
| استجواب الوزير أنس الصالح (أغسطس 2020)                   | ضد الاستجواب |
| استجواب الوزير سعود هلال الحربي (أغسطس 2020)             | مع الاستجواب |
| استجواب الوزير سعود هلال الحربي (سبتمبر 2020)            | مع الاستجواب |
| استجواب الوزير أنس الصالح (سبتمبر 2020)                  | ضد الاستجواب |
| تصويت فتح باب ما يستجد من أعمال (تعديل النظام الانتخابي) | موافق        |